# 双和 (新北市)

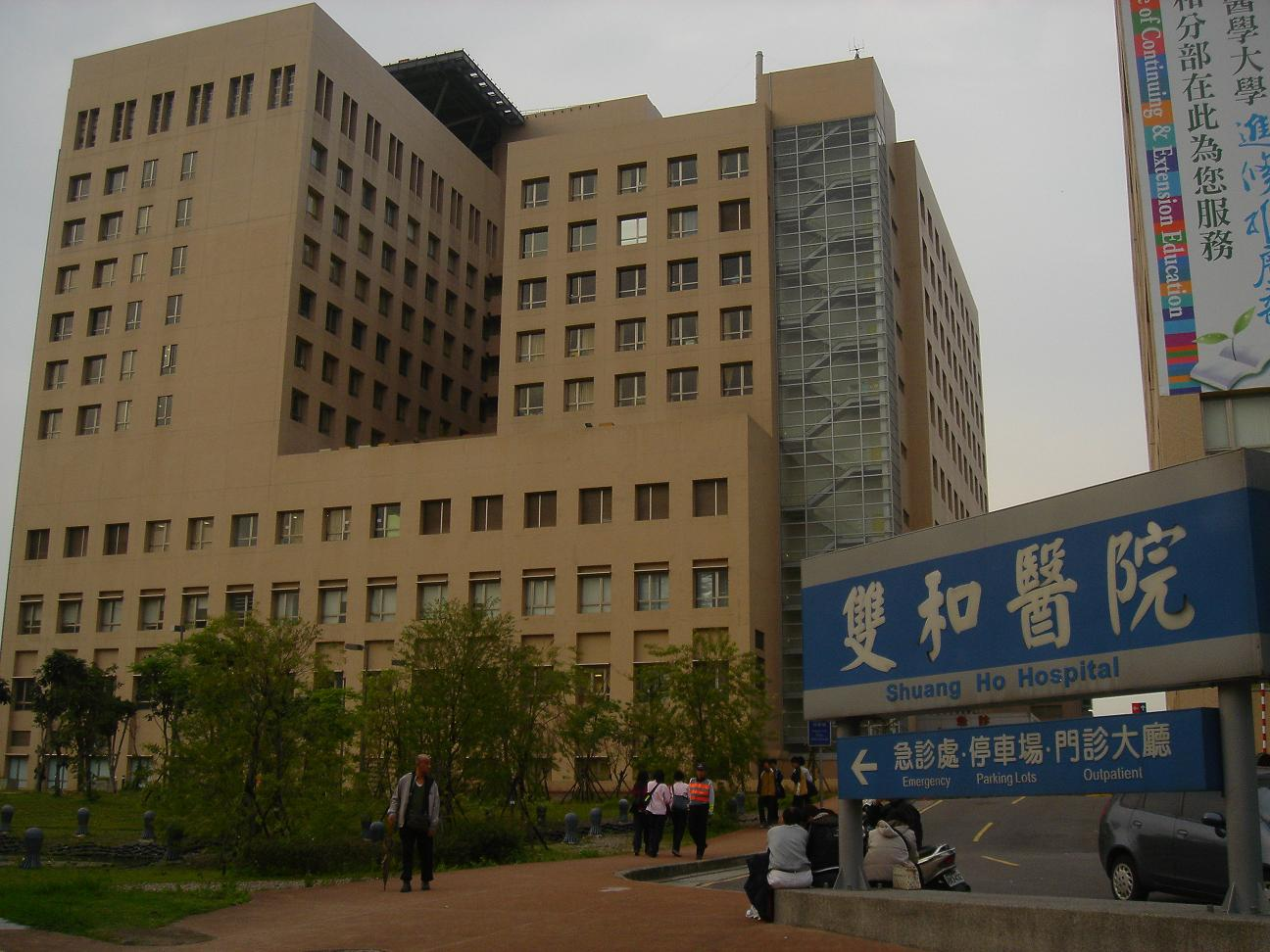
衛生福利部雙和医院（中和区）

双和（そうわ、シュアンホァ、繁体字中国語: 雙和）、または中永和（ちゅうえいわ、ヂョンヨンホァ）は台湾新北市の中和区と永和区の総称。1958年の分離以降も初等教育では越境通学の事例が認められ、立法委員の選挙区区割りでは同じ第9選挙区（zh）に属するなど、密接な関係がある。行政里としての雙和里は永和区以外に台北市信義区にも存在する。

## 沿革
| 1920-              | 1946-              | 1950-        | 1958-        | 1979-        | 2010-        |
| ------------------ | ------------------ | ------------ | ------------ | ------------ | ------------ |
| 台北州海山郡中和庄 | 台北県海山区中和郷 | 台北県中和郷 | 台北県中和郷 | 台北県中和市 | 新北市中和区 |
| 台北州海山郡中和庄 | 台北県海山区中和郷 | 台北県中和郷 | 台北県永和鎮 | 台北県永和市 | 新北市永和区 |

## 地理

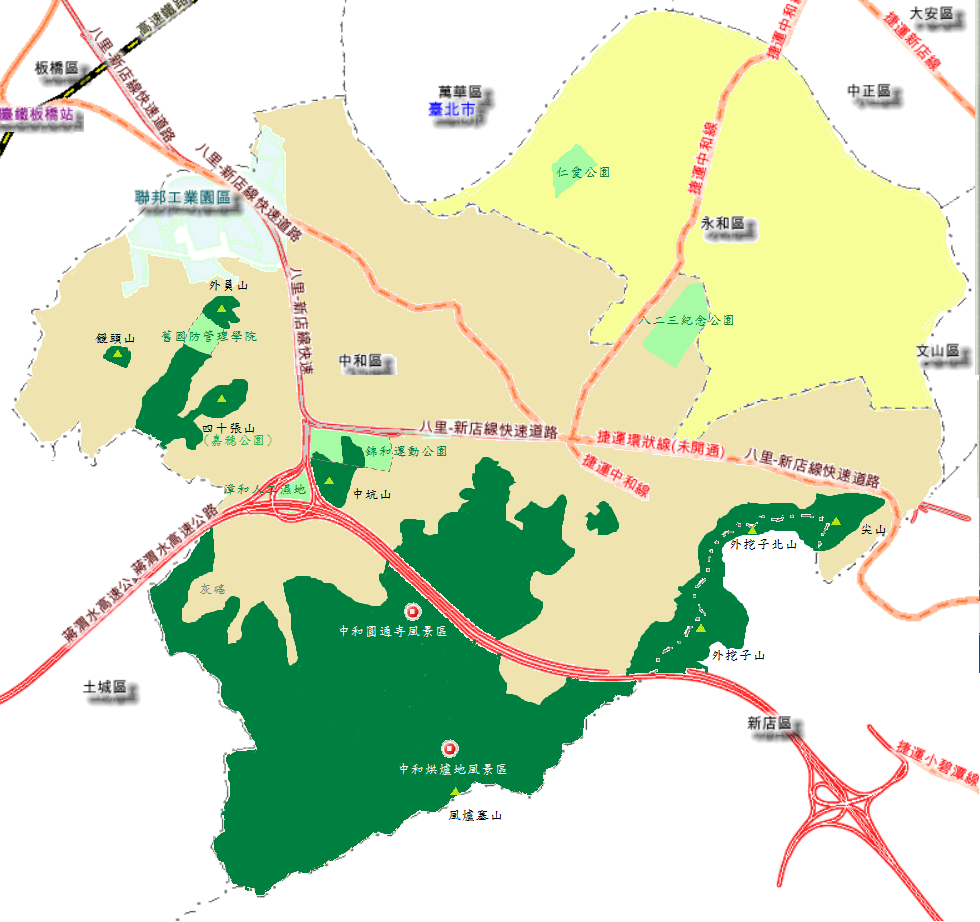
中永和地図

ともに北側で新店渓を挟んで台北市と接している。分割後の中和区は20.2平方kmとなっている。永和区は面積5.7平方kmしかなく、小ささ故に大学などの高等教育機関を設置することが困難となっている。中和区の約4分の1で新北市では行政区として最小で、新店区廣興里よりも小さい。このため中永和再合併論を提唱する者もいる。
戦前の中和庄字永和は現在の中和区中原里に相当し、現在の永和区とは無関係である。

## 人口
| 地域             | 面積     | 人口      | 人口密度 | 統計年・出典 | 統計年・出典 |
| ---------------- | -------- | --------- | -------- | ------------ | ------------ |
| 永和区           | 5.71     | 7,723     |          | 1950         | (p235)       |
| 永和区           | 5.71     | 23,654    |          | 1957         | (p235)       |
| 永和区           | 5.71     | 62,379    |          | 1965         | (p362)       |
| 永和区           | 5.71     | 138,339   |          | 1975         | (p362)       |
| 永和区           | 5.71     | 221,098   | 38,695   | 2018         | [ 6 ]        |
| 台北市大安区     | 11.3614  | 308,843   | 27,184   | 2018         | [ 7 ]        |
| （分離前）中和郷 | 25.85    | 20,196    |          | 1946         | (p595)       |
| （分離前）中和郷 | 25.85    | 44,325    |          | 1956         | (p595)       |
| 中永和計         | 25.85    | 633,584   | 24,510   | 2018         | [ 6 ]        |
| 豊島区           | 13.01    | 287,111   | 22,068   | 2018         |              |
| 中和区           | 20.14    | 105,693   |          | 1973         | (p602)       |
| 中和区           | 20.14    | 206,243   |          | 1978         | (p602)       |
| 中和区           | 20.14    | 334,663   |          | 1986         | (p604)       |
| 中和区           | 20.14    | 401,619   |          | 2001         | (p604)       |
| 中和区           | 20.14    | 412,486   | 20,477   | 2018         | [ 6 ]        |
| 東京23区         | 626.79   | 8,956,636 | 14,992   | 2010         |              |
| 蕨市             | 5.11     | 73,304    | 14,345   | 2016         |              |
| 台北市全体       | 271.7997 | 2,668,572 | 9,818    | 2018         | [ 7 ]        |

1949年、国民政府が台湾に退避し、台北防空のために永和地区が疎開エリアとして選定されたことや中国大陸からの移民流入により中和地区に多くの眷村が造られたこと、その後の経済成長に伴い人口は急増した(p361)。1962年に新店渓に永和堤防が築かれたことで、居住地として安定するようになると人口増加は加速したため、従来公園用地として確保されていた公有地は学校や官公庁、住宅用途に変更され続けて都市計画が無秩序なものに変容した。（2010年代は減少した緑地を増加させようとする動きがある）
永和区は台湾最多となる人口密度38,695人/平方km、中和区も20,532人/平方kmで、都市国家の香港よりは少ないが、比較のために併記する日本（市町村最多となる蕨市の14,345人/平方km、東京23区平均の14,386人/平方km、全国最多の豊島区の22,068人/平方km）を総体的に上回っている。
1960年代に東南アジア各国で華僑排斥が盛んだったころに受け入れの受け皿となったことや、高度成長期に地価の安い当地へ住処を求めて移住してきた台北市民、中興街（永和区）のコリアンタウン、華新街（中和区）のミャンマー移民街など戦後長期に渡って人種の坩堝となり分割後も中永和が不可分な関係にある一因となっている。現在も華僑系以外にミャンマー、インドネシア、ベトナム、カンボジア、ラオス、香港、マカオからの移民が多い。
分裂前から台北市の衛星都市として発展してきた永和側は、1998年の捷運中和線開業で居住環境が改善したため第三次産業の比率が徐々に増えてきているが(p182)、2000年代の統計でも永和地区の人口のうち市内で就業するのは33%で、工業区を抱える隣の中和地区だけではなく、46%は台北市内へ通勤するなどベッドタウンの性格が残っている(p182)。
台北への通勤の便が向上したことから、伸び率は鈍化しているが住宅の平均坪単価は市政府所在地の板橋を凌いで永和区が新北市最高値となっている。

## 社会

### 教育
| 学校名 | 地域 | 学生数 | 備考                                                  |
| --- | ---- | ------ | ----------------------------------------------------- |
| 国民小学 |      |        |                                                       |
| 秀朗国小 | 永和 | 12,470 | 1985年（台湾最多、ギネス掲載）                        |
| 秀朗国小 | 永和 | 4,691  | 2004年（県内4位、台湾5位）                            |
| 秀朗国小 | 永和 | 3,195  | 2016年（市内2位、台湾2位）(p2)                        |
| 中和国小 | 中和 | 4,714  | 2004年（県内3位、台湾4位）                            |
| 中和国小 | 中和 | 2,952  | 2016年（市内6位、台湾6位）(p2)                        |
| 永平国小 | 永和 | 4,363  | 2004年（県内7位、台湾8位）                            |
| 永平国小 | 永和 | 3,025  | 2016年（市内4位、台湾4位）(p2)                        |
| 永和国小 | 永和 | 4,097  | 2004年（県内9位、台湾10位）                           |
| 永和国小 | 永和 | 2,274  | 2016年(p2)                                            |
| （参考値）日本の公立校では昭和30年代の小学校、中学校 ともに約3,000人、 2018年で小学校は約1400人、中学校は約1,300人が最多となっている。 |      |        |                                                       |
| 国民中学 |      |        |                                                       |
| 永和国中 | 永和 | 6,600  | 1980年（台湾最多）                                    |
| 永和国中 | 永和 | 4,522  | 2004年（県内3位、台湾4位）                            |
| 永和国中 | 永和 | 3,034  | 2016年（台湾最多）(p2)                                |
| 福和国中 | 永和 | 4,459  | 2004年（県内3位、台湾4位）                            |
| 福和国中 | 永和 | 2,440  | 2016年(p4)                                            |
| 錦和高中国中部 | 中和 | 1,746  | 2016年。区内最多は私立南山高中附属国中部の2,640人(p4) |

秀朗国民小学はかつて1985年に生徒数1万2,470人、クラス数も225の超マンモス校と化し、ギネスブックに「学生数世界最多の小学校」掲載されたり、日本のTBSテレビが取材に来るほどだった。
永和国民中学も学生数と教職員数の合計が1980年に全国最多となる6,600人を記録したため分校として隣に福和女子中学（現在の福和国民中学）を設立した。2000年代も福和国民中学とともに4,000人台で上位5校以内に、少子化により減少が止まらないものの、2016年時点でも行政院教育部の統計では8年連続で全国最多の約3,000人を記録している(p2)。
なお、永亨路を挟んで隣り合う永和国中と福和国中は男子校、女子校として創立され、後に共学校となったが、学生身分証の末尾の番号が奇数か偶数かで一律に進学先を割り振られるようになった。しかし同じ校区の兄弟姉妹で所属校が別々になるなどの弊害があり救済措置が検討されている。
また、永和区内の一部地域では中和区にある漳和国民中学への越境通学が認められている。

### 行政

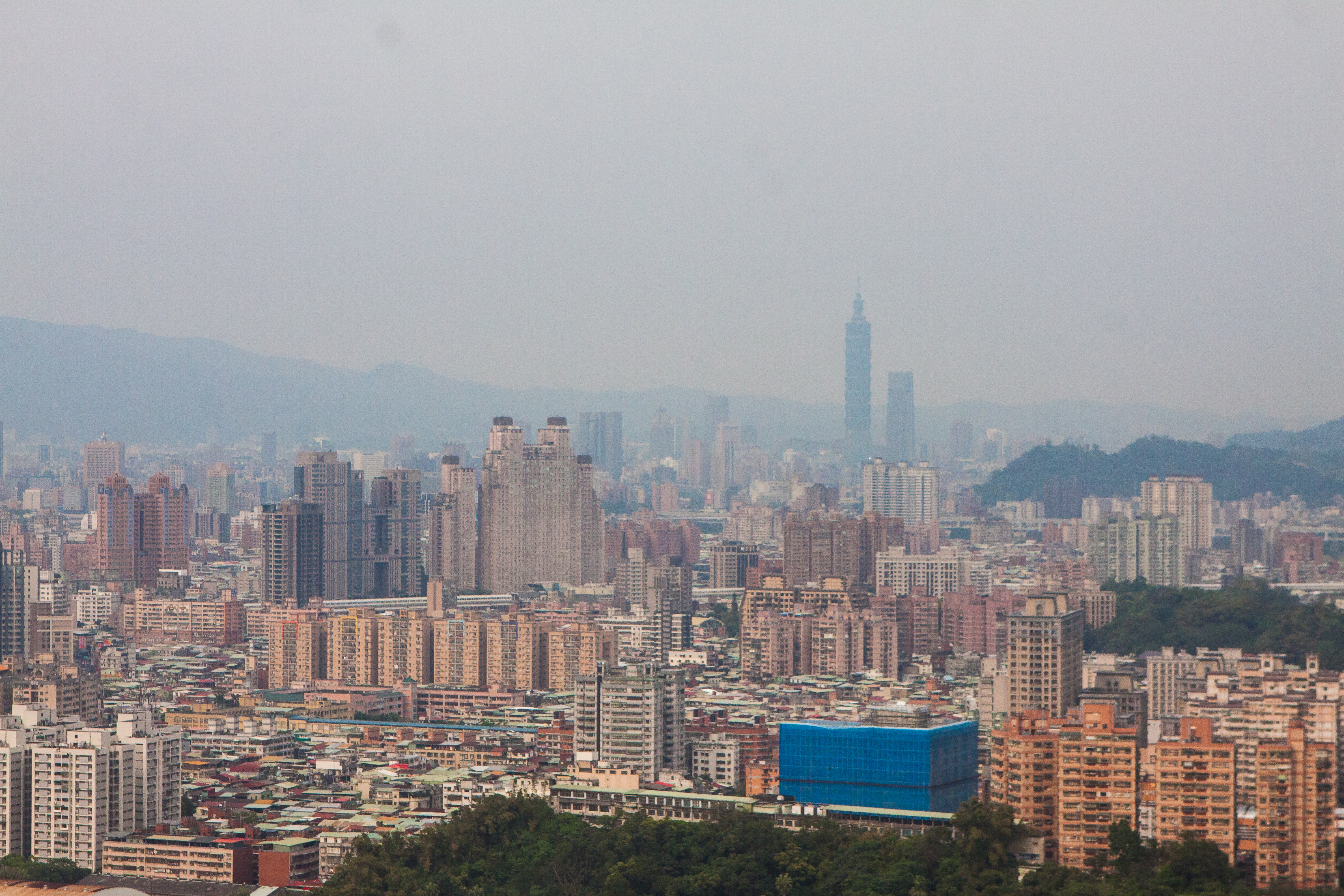
南山福徳宮（中和区）からの俯瞰（手前が永和市街地）

上記の無秩序な都市開発は公共事業入札および行政に黒社会（四海幇や、中和幇を前身とする竹聯幇などの外省掛マフィア）を呼び込む一因ともなっていた。
下記の交通網の混乱はかつて「花園城市（ガーデンシティ）」の計画があった中永和地区の戦後の都市計画の混乱が一因ともなっている。国立中山大学社会学教授の葉高華は都市計画の失敗と断じている。

### 交通

#### 鉄道
台北捷運中和線（中和新蘆線）が永和区中心部と中和区南東部を経由している。中和区中心部では戦後長らく旅客鉄道網がなかったが、2020年には台北捷運環状線が開業し区内に6駅が設置された。また、中永和を貫く台北捷運万大中和樹林線も整備中。永和区の頂渓駅と永安市場駅は新北市内の台北捷運34駅中で2018年12月の乗車人員が板橋区各駅および淡水区の淡水駅に次ぐ上位4位と6位となっている。

#### バス
中和区は長年南東部の捷運中和線しか駅がなく、板橋、台北両都心への公共交通機関による通勤通学はバスが主流。板橋区から中和区を経由し台北駅に至る台北市市区公車307路（首都客運と台北客運の共同運航）は長年営業収入が全国トップのドル箱路線となっている。

#### 永和区の中和路、中和区の永和路
| 捷運永安市場駅周辺の略図（緑は永和区）(pp107-108) |        |                                |                           |                  |                                           |                |                |                |
| 中和区                                            | 瓦磘溝 |                                |                           | 永和区永和路一段 |                                           |                |                | ※→永和区永貞路 |
| 中和区                                            | 瓦磘溝 | 雙和聯合診所 ●（永和区永和路） | 永貞路2 6 2巷             | 永和区永和路一段 |                                           |                |                | ※→永和区永貞路 |
| 中和区                                            | 瓦磘溝 | 永和区永貞路 ←                 | 永和区永貞路 ←            | 永和区永貞路 ←   | →中和区永貞路←                            | →中和区永貞路← | →中和区永貞路← | ※              |
| 中和区                                            | 瓦磘溝 |                                | 永和区中和路 （奇数番地） | 中和路           | 中和区中和路 （偶数番地） ●永安市場駅出口 | 中和区中安街   | 八二三紀念公園 | 永和区安楽路   |
| 中和区                                            | 瓦磘溝 | 中和路3 0 5巷                  | 永和区中和路 （奇数番地） | 中和路           | 中和区中和路 （偶数番地） ●永安市場駅出口 |                |                | 永和区安楽路   |
| 中和区                                            | 瓦磘溝 | 中和路                         | 中和路                    |                  | 宜安路                                    |                |                |                |
| 中和区                                            | 瓦磘溝 | 中和路2 3 0巷                  |                           | 景安路           |                                           |                |                |                |

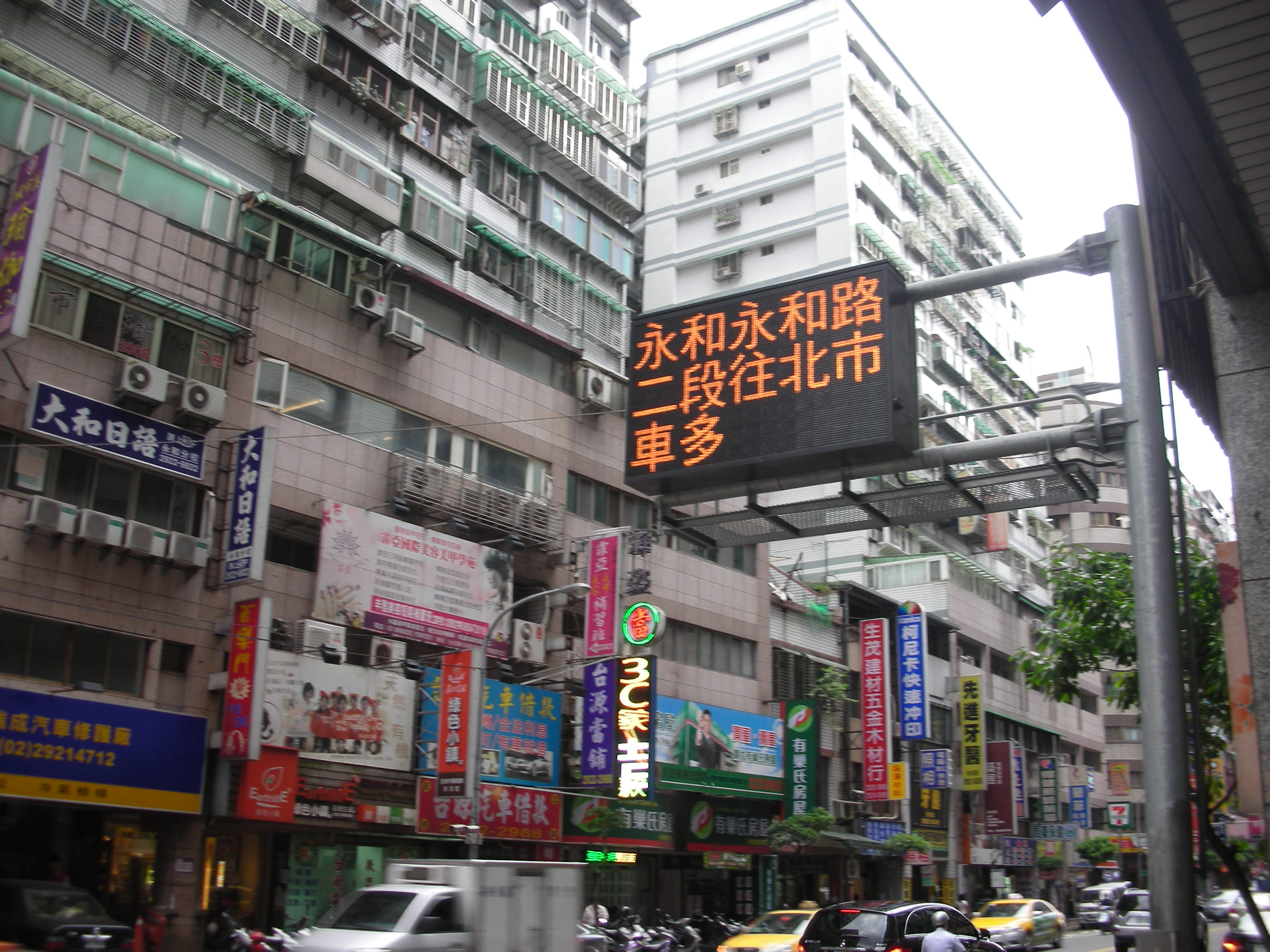
永安市場駅南側の中和路。奥が永和区、手前が中和区

新北市の永和地区と中和地区は戦後1958年まで同じ台北県中和郷に属しており、分裂し新北市永和区と中和区となっているが、新北市には市轄区を跨ぐ街路が201ヶ所あり、このうち中山路が19ヶ所を占め、中永和も例外ではない。台湾全土にある中正路と中山路は両区内にも例外なく存在し、かつ中和路と永和路が双方に存在しているため、地元住民以外の混乱を招いている。
市道111号は捷運永安市場駅北側の永貞路との交差点を境に北が永和路、南が中和路となり、さらにこの道路が両区の境界となっているため短い区間で永和区永和路と永和区中和路、中和区中和路が混在する。加えて台北捷運の環状線と万大中和樹林線の開業後は中和駅と永和駅は中和線ではなくそれら2線の駅として存在することになる。
中和区の郷道北92線は永和路となっている。このうち環中路と中原街に挟まれた約325メートルは2016年に中板路へ、華中橋付近の中和区永和路約560メートルは2017年に立業路へ改名された、その後も中板路から分岐する路地は中板路〇巷と永和路〇巷が混在している。両市は2010年末に直轄市となった新北市の市轄区となり、中和区の永和路については一部区間が改名されたが、環河西路と中華路に挟まれた区間は維持されるなど、表札から道路標識に至るまでの一斉改名には時間がかかっているため、混乱収束の見通しは立っていない。
なお、新北市では同様の事態が板橋区と土城区に跨る四川路でも起こっている。

その複雑怪奇さは在住30年の市民をも惑わせており、路線バスの運転手が右折する場所を間違えたり、救急車が通報元に到達できないといった事態が発生していることから、八卦陣に喩えた「中永和八卦陣」や「鬼打牆」、あるいは「百慕達（バミューダトライアングル）」 と称されている。上記のとおり、市民か否かにかかわらず混乱が続いているため、ネット上では台湾北部では中永和の路地が台北駅構内に並ぶ「二大迷宮」という声が多い。一方で「街路が碁盤の目ではなく同心円状に整備されたことで右左折の手間が少なくなって却ってよかった」という意見もある。
ネット上ではこれらの混乱ぶりを早口言葉や替え歌で表現することが流行し、男性歌手の王仁甫（ザックス・ワン）も自らが所属するユニット「5566 (ウーウーリウリウ)」の楽曲「伝説」を元に替え歌を歌番組で披露した。
替え歌および早口言葉のフレーズは以下のようになっている（一部抜粋）
『永和有永和路，中和也有永和路，中和有中和路，永和也有中和路』
（拼音: Yǒnghé yǒu Yǒnghé lù, Zhōnghé yě yǒu Yǒnghé lù, Zhōnghé yǒu Zhòng hé lù, Yǒnghé yě yǒu Zhòng hé lù.）
（永和(区)には永和路があり、中和(区)にも永和路がある。中和(区)には中和路があり、永和(区)にも中和路がある。）
『中和的中和路有接永和的中和路，永和的永和路沒接中和的永和路』
（拼音: Zhōnghé de Zhōnghé lù yǒu jiē Yǒnghé de Zhōnghé lù, Yǒnghé de Yǒnghé lù méi jiē Zhōnghé de Yǒnghé lù.）
（中和(区)の中和路は永和(区)の中和路とつながっているが、永和(区)の永和路は中和(区)の永和路とつながっていない。）
『永和的中和路有接永和的永和路，中和的永和路沒接中和的中和路。』
（拼音: Yǒnghé de Zhōnghé lù yǒu jiē Yǒnghé de Yǒnghé lù, Zhōnghé de Yǒnghé lù méi jiē Zhōnghé de Zhōnghé lù.）
（永和(区)の中和路は永和(区)の永和路とつながっているが、中和(区)の永和路は中和(区)の永和路とつながっていない。）
『永和有中正路，中和也有中正路；永和的中正路用景平路接中和的中正路。』
（拼音: Yǒnghé yǒu Zhòng zhèng lù, Zhōnghé yě yǒu Zhòng zhènglù; Yǒnghé de Zhōngzhènglù yòng Jǐng píng lù jiē Zhōnghé de Zhōngzhèng lù.）
（永和(区)には中正路があり、中和(区)にも中正路がある。永和(区)の中正路と中和(区)の中正路は景平路でつながっている。）
（以下省略）
| 凡例                                   | 紺    | 水色～緑       | 濃緑                 | 紫           | 黄土           | 黄             | 黄緑           | 電車   | 橋 |
| 印                                     | 17-29 | 7-10           | 11-13,15             | 14,16        | 3-4            | 1-2            | 5-6            | 電車   | 車 |
| 説明                                   | 区界  | 永和路～中和路 | 中山路～永和区中正路 | 中和区中正路 | 中和区旧永和路 | 中和区旧永和路 | 中和区旧永和路 | 鉄道駅 | 橋 |
| 中永和の中和路、永和路、中山路、中正路 |       |                |                      |              |                |                |                |        |    |

### 註釈
1. ↑  平成28年（2016年）4月1日現在[14]
2. ↑  平成22年（2010年）国勢調査[15]
3. ↑  平成30年（2018年）1月1日現在[16]
4. ↑  インドでは学生数約45,000人で世界最大のシティ・モンテッソーリ・スクールがあるが、3-17歳の生徒が通う[30]